# جاتروفا
جاتروفا (نام علمی: Jatropha) نام یک سرده از تیره فرفیونیان است.

## نگارخانه

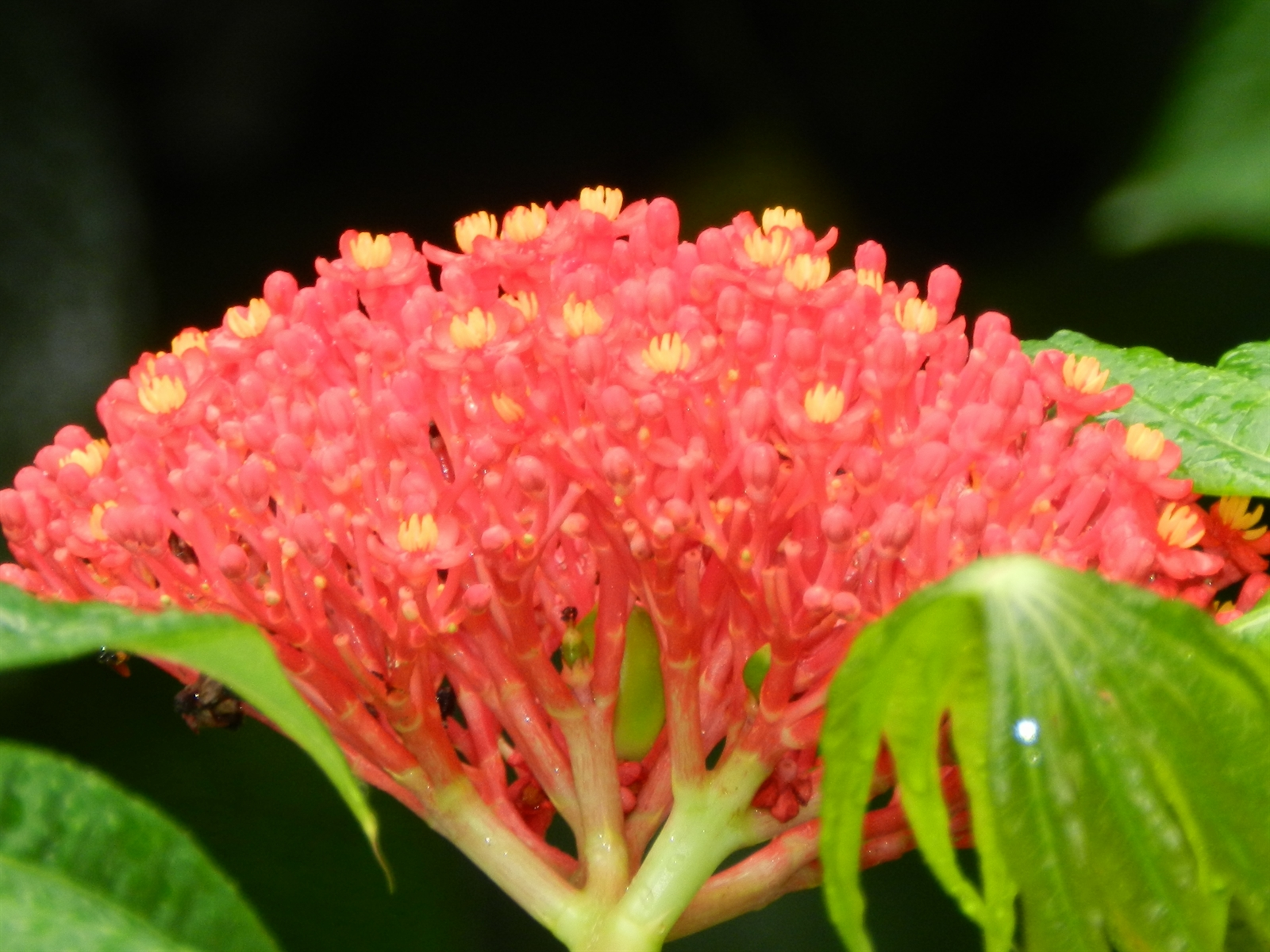
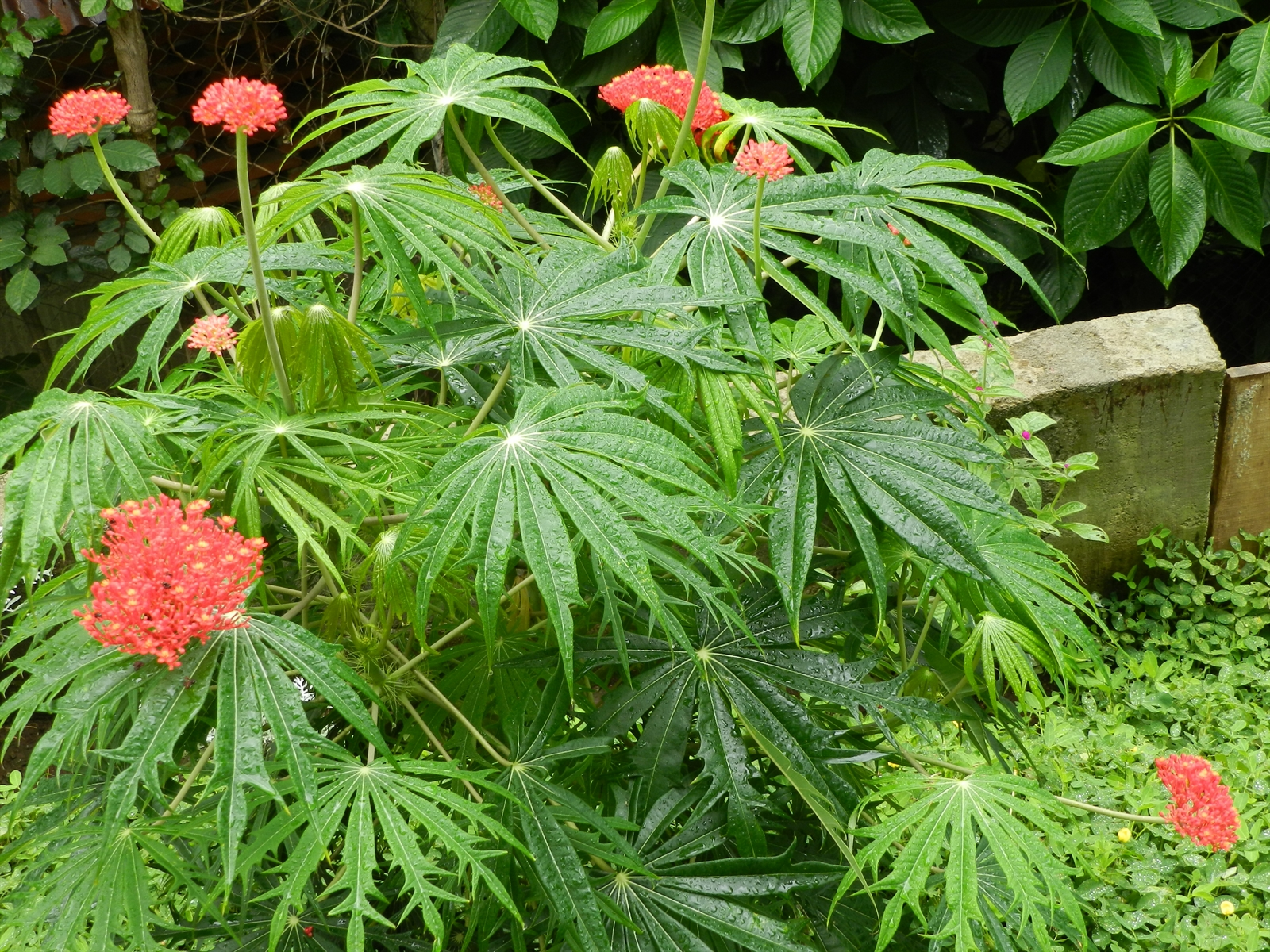
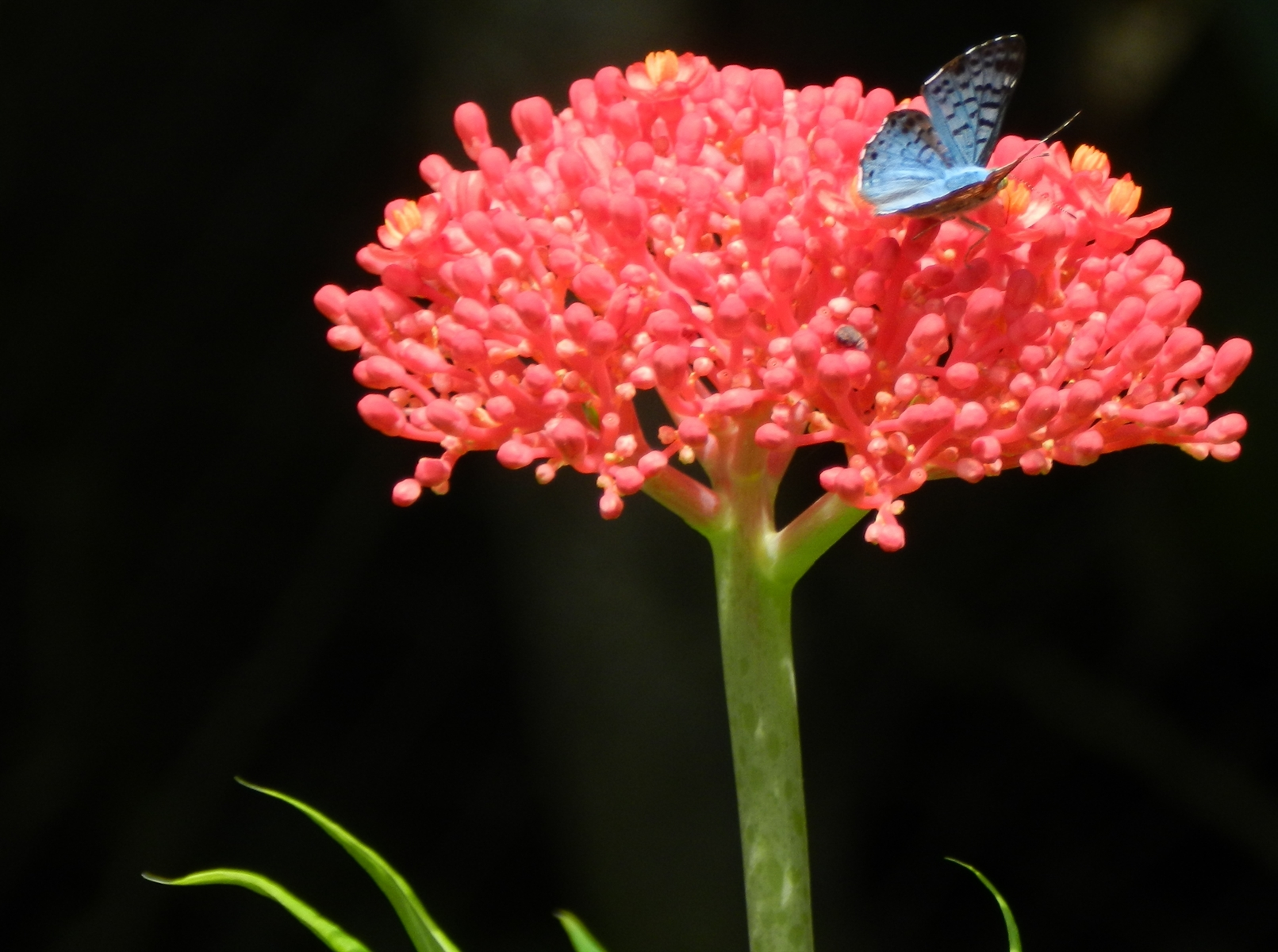
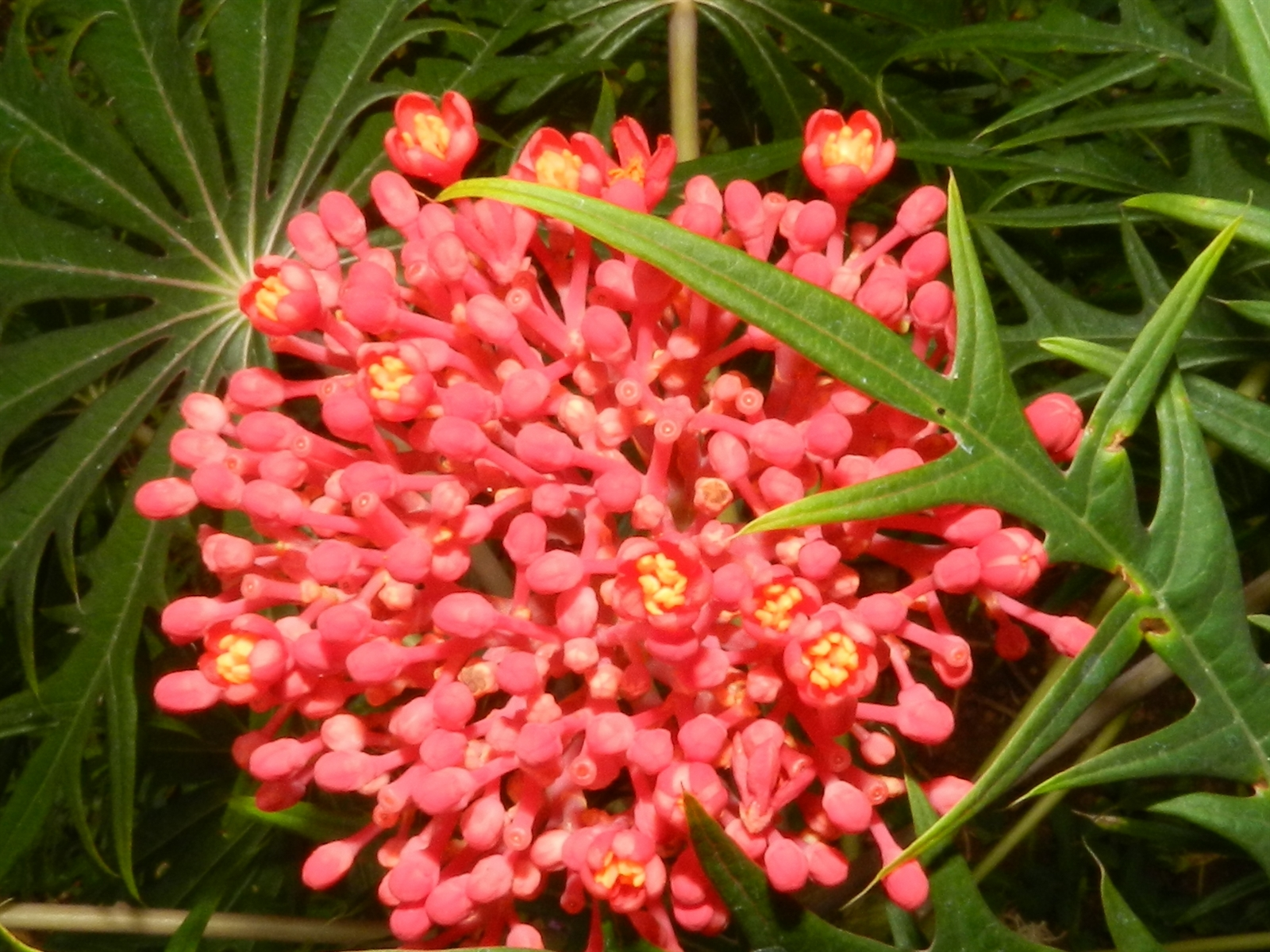
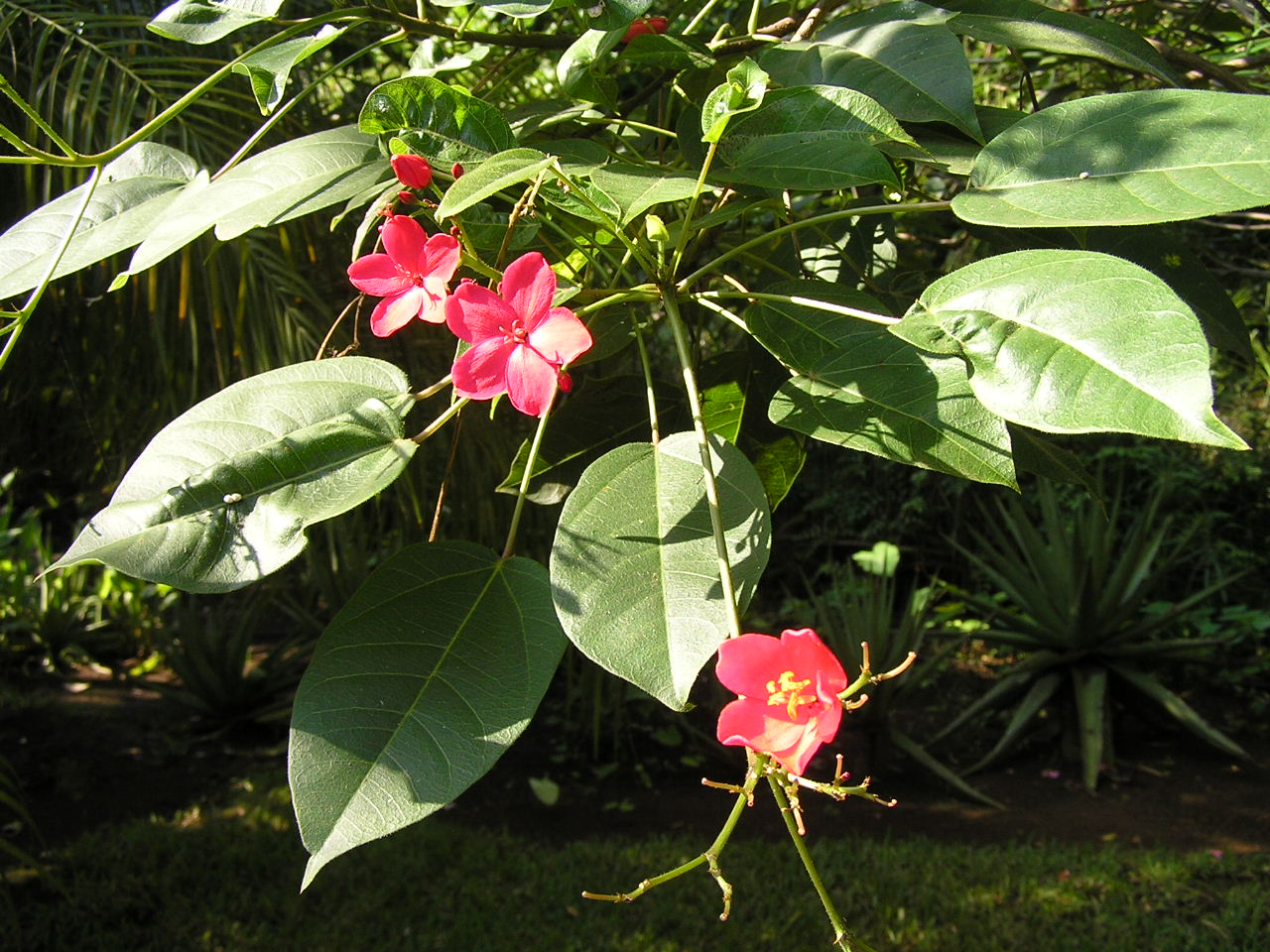
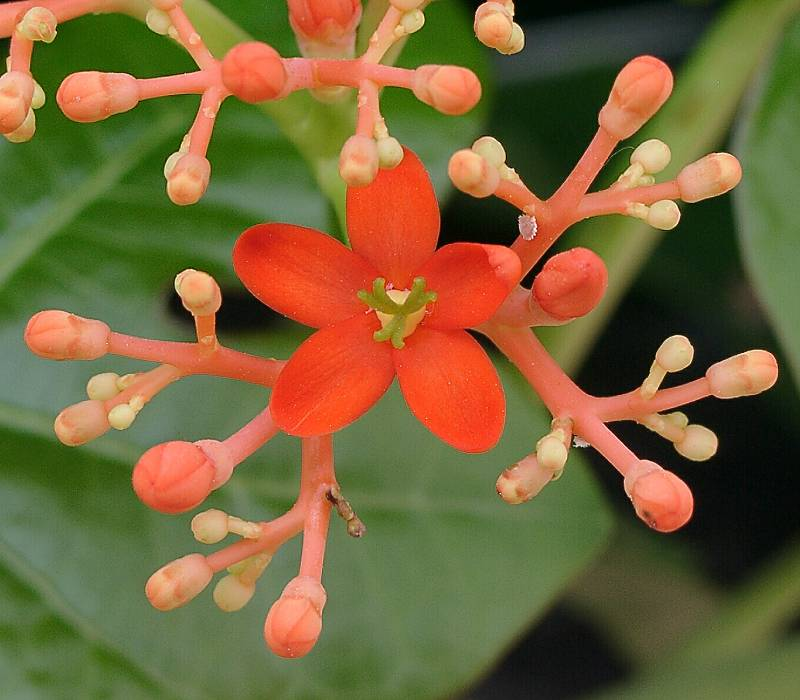